# Староплоский
Староплоский — микрорайон в составе Дзержинского района Перми.

## География
Микрорайон расположен в центральной части города, ограничен с запада зоной отчуждения железной дороги и улицей Столбовая, с севера шоссе Космонавтов, с востока долиной речки Данилиха. На юге микрорайон доходит до улицы Чкалова.

## Название
Микрорайон имеет фактически три названия. Названия Плоский (официальное) или Староплоский конкурирует с повседневным "Мильчакова".

## История
Микрорайон начал застраиваться в 1930-е годы. В 1936 году здесь строятся первые деревянные двухэтажные дома. В основном эти дома принадлежали заводу им. Дзержинского, в конце 1940-х годов появились дома и телефонного завода. После войны застройка продолжалась в основном домами из шлакоблоков. В 1950-е годы в поселке строились дома для Камгэсстроя, завода АДС и «Старый Бурлак». В 1951 году появился деревянный кинотеатр «Дзержинец» (снесен в 2000 году). Интересно, что западная окраина микрорайона, выходящая на улицу Столбовая, занимает территорию, принадлежавшую когда-то деревне Гарюшки, существовавшей с XVIII века. 
Первоначальное название Плоский после Великой Отечественной войны сменилось на Староплоский после появления к западу от железной дороги поселка Новоплоский. С 1967 года здесь началось строительство 5-ти этажных домов, а позднее зданий повышенной этажности. Особенностью микрорайона является отсутствие транспортной связанности с соседними восточными, южными и западными кварталами города в силу местной географии. Это сдерживает его развитие, хотя в последние годы здесь появилось несколько многоэтажных жилых домов. 

## Улицы
Основная улица микрорайона: Мильчакова (до 1976 года Центральная), названная в честь известного деятеля комсомольского движения. Кроме того, имеют значение улицы Овчинникова, Вильвенская и Связистов. Северная граница микрорайона проходит по оживленному шоссе Космонавтов.

## Образование
Средняя школа "Приоритет" (бывшая № 72).

## Транспорт
В микрорайон заходят автобусные маршруты 45, 54 и 77. По северной границе микрорайона, шоссе Космонавтов, проходят также маршруты 3,4,19, 30, 36, 55, 59, 106, 108, 109, 120.